# Бојан Шаранов
Бојан Шаранов (Вршац, 22. септембар 1987) је српски фудбалер који игра на позицији голмана, тренутно члан Бродарца који наступа у српској лиги Београд.

## Каријера

### ОФК Београд
Шаранов је прошао млађе категорије ОФК Београда, а за први тим овог клуба је дебитовао у сезони 2004/05. Пре него што се усталио на голу ОФК Београда, ишао је на позајмице у Мачву из Шапца, Бежанију и Рудар из Пљеваља.
Шансу да буде први голман ОФК Београда, Шаранов је добио од пролећног дела сезоне 2008/09, пошто је дотадашњи први голман Радиша Илић напустио клуб. У наредне две и по сезоне је био стандардан на голу ОФК Београда. Пропустио је само две првенствене утакмице током такмичарске 2009/10, када је ОФК Београд освајањем трећег места изборио пласман у квалификације за Лигу Европе. У наредној 2010/11. сезони је уврштен у идеални тим Суперлиге Србије.

### Макаби Хаифа
У јуну 2011. године је потписао четворогодишњи уговор са Макабијем из Хаифе. За Макаби је дебитовао 27. јула 2011. године против Марибора у трећем колу квалификација за Лигу шампиона. У израелској Премијер лиги је дебитовао 20. августа 2011. године против Макаби Нетање. Одиграо је пет утакмица у групној фази Лиге Европе у сезони 2011/12, када су противници израелског клуба били немачки Шалке 04, кипарска АЕК Ларнака и румунска Стеауа из Букурешта.
У сезони 2011/12. је одиграо 20 утакмица у израелској Премијер лиги. Дана 24. октобра 2013. године, на утакмици против грчког ПАОК-а, на стадиону Тумба, одбранио је два пенала словачком репрезентативцу и играчу ПАОК-а Мирославу Штоху. Шаранов је у екипи Макабија провео три сезоне и током тог периода је одиграо 93 утакмице у свим такмичењима.

### Ерготелис
Након пола године без клуба, Шаранов крајем децембра 2014. прелази у Ерготелис. Дебитовао је за Ерготелис 7. јануара 2015, на утакмици Купа Грчке са Ермионидом. У дресу Ерготелиса је одиграо 13 утакмица у Суперлиги Грчке, али је клуб је на крају сезоне испао у нижи ранг такмичења. Након завршетка сезоне је напустио Ерготелис.

### Партизан
Дана 23. децембра 2015. године, Шаранов је заједно са Марком Јовановићем званично представљен као ново појачање Партизана. Са црно-белима је потписао двогодишњи уговор, а задужио је дрес са бројем 50.
Дебитовао је за Партизан, 29. јануара 2016, на пријатељском мечу са румунским Клужом. Прво коло пролећног дела такмичарске 2015/16. у Суперлиги Србије, Шаранов је гледао са клупе за резервне играче, да би у наредном колу имао свој такмичарски деби у црно-белом дресу, и то на 150. вечитом дербију са Црвеном звездом. Наступио је на дванаест првенствених утакмица до краја сезоне. Забележио је и три наступа у Купу Србије, укључујући и финални меч са Јавором на стадиону у Горњем Милановцу, када је Партизан резултатом 2:0 савладао Ивањичане и тако освојио свој 13. трофеј у Купу.
Шаранов је почео и сезону 2016/17. у Партизану. Бранио је на две утакмице квалификација за Лигу Европе са Заглебјем, када је пољски клуб након једанаестераца елиминисао Партизан. Такође је наступио и на шест првенствених утакмица на почетку сезоне у Суперлиги Србије. У завршници летњег прелазног рока, 31. августа 2016, споразумно је раскинуо уговор са клубом и као слободан играч је прешао у азербејџански Карабаг.

### Каснија каријера
Шаранов је у екипи Карабага, која је те сезоне играла и у групној фази Лиге Европе, забележио тек два наступа, оба у Премијер лиги Азербејџана. Клуб је на крају сезоне освојио дуплу круну у Азербејџану.
Крајем летњег прелазног рока 2017. године, Шаранов се вратио у српски фудбал и потписао уговор са повратником у Суперлигу Србије, екипом Земуна. У Земуну је играо током јесењег дела сезоне, да би пролећни део провео у Радничком из Ниша.
У јулу 2018. године потписује уговор са грчким прволигашем Ламијом. Екипа Ламије је у марту 2019. направила велико изненађење у Купу Грчке, када су у двомечу елиминисали Олимпијакос (3:3, 1:0). Управио је Шаранов био један од најзаслужнијих за овај успех, јер је одбранио пенал Константиносу Фортунису у 86. минуту реванша. Шаранов је након годину дана напустио Ламију, након чега је сезону 2019/20. провео у турском друголигашу Фатих Карагумруку.

## Репрезентација
У марту 2008. године се нашао на ширем списку селектора Мирослава Ђукића за Олимпијске игре 2008. у Пекингу, али ипак није био на коначном списку играча који су путовали на Олимпијски турнир. Наредне године, селектор младе репрезентације Слободан Крчмаревић га је уврстио на коначни списак играча за Европско првенство 2009. у Шведској. Шаранов је на овом првенству био резерва првом голману Жељку Бркићу, и није улазио на игру.
У марту 2011. године је добио први позив у сениорску репрезентацију Србије. Тадашњи селектор Владимир Петровић Пижон га је уврстио на списак играча за утакмице са Северном Ирском и Естонијом у квалификацијама за Европско првенство 2012. у Пољској и Украјини. Шаранов није тада дебитовао, али је свој једини наступ у дресу сениорске репрезентације забележио 3. јуна 2011, на пријатељској утакмици са Јужном Корејом (1:2) у Сеулу.

## Успеси

### Клупски
Партизан
- Куп Србије (1) : 2015/16.

Карабаг
- Премијер лига Азербејџана (1) : 2016/17.
- Куп Азербејџана (1) : 2016/17.

### Појединачни
- Тим сезоне у Суперлиги Србије (1): 2010/11.